# Euproctis juliettae
Euproctis juliettae är en fjärilsart som beskrevs av Griveaud 1973. Euproctis juliettae ingår i släktet Euproctis och familjen tofsspinnare. Inga underarter finns listade i Catalogue of Life.